# Гайнуллин, Рифкат Хайруллович

Бюст (справа) на аллее героев в Елабуге

Рифка́т Хайру́ллович Гайну́ллин (1924—2009) — участник Великой Отечественной войны, полный кавалер ордена Славы.

## Биография
Родился 11 января 1924 года в деревне Варзи Агрызского района Татарской АССР в семье сельского учителя. 

В 1939 году окончил Салаушскую семилетнюю школу в дер. Салауши Красноборского (ныне Агрызского) района, в том же году поступил в казанский ветеринарный техникум, два курса которого окончил в июне 1941 года. С началом войны отца призвали в армию, Рифкат вернулся в родную деревню, матери с тремя младшими сыновьями требовалась его помощь.
С августа 1942 года — в рядах РККА, с 1943 года — на фронте, вначале — разведчик 1089 стрелкового полка 322-й стрелковой дивизии, затем — в составе разведгруппы особого разведотряда 60-й армии. Во вражеском тылу пробыл в общей сложности около 150 суток. Лично захватил 6 «языков». За проявленную отвагу и храбрость при выполнении боевых заданий командования Рифкат Хайруллович на фронте был удостоен первого ордена Славы III степени, в июле 1944 года за сбор ценных данных о двигавшихся немецких войсках по направлению Львов — Золочев был награждён орденом Славы II степени. К ордену Славы I степени представлен за разведку вражеских тылов перед переправой советских войск через Одер.
После демобилизации, с 1947 по 1962 годы — на партийной работе, пропагандист, секретарь райкома КПСС в Красноборском, Мортовском и Елабужском районах Татарской АССР.
Среднее образование получил экстерном, окончил Высшую партийную школу. С 1962 года до выхода на пенсию в 1987 году работал старшим преподавателем политэкономии в Елабужском государственном педагогическом институте и директором елабужского филиала университета марксизма-ленинизма Татарского обкома КПСС.
С 1989 года постоянно проживал в Нижнекамске. Принимал активное участие в общественной жизни республики Татарстан — председатель совета ветеранов Елабуги, член Совета организации «Герои Татарстана», член Совета аксакалов Нижнекамска.
Участник четырёх юбилейных парадов Победы в Москве: в 1985, 1995, 2000 и 2005 годах. С женой, Гайнуллиной Зайтуной Хазиевной, прожили вместе 60 лет, у них трое детей, шестеро внуков, шестеро правнуков.
Скончался 22 июля 2009 года. Одна из новых улиц Нижнекамска в 2010 году названа в его честь.

## Награды
- Полный кавалер ордена Славы

Орден Славы I степени
Орден Славы II степени (12.08.1944))
Орден Славы III степени (14.03.1944))
- Орден Красной Звезды
- Орден Красного Знамени (20.05.1945)[3]
- Орден Отечественной войны 1-й степени (06.04.1985)[4]
- Медаль «За боевые заслуги»
- Знак «Отличный разведчик»
- Знак «Отличник народного просвещения РСФСР»
- Знак «За отличные успехи в работе в области высшего образования СССР»
- Почётный знак Российского комитета ветеранов войны и военной службы
- Почётный гражданин Нижнекамска.